# پراتوچیو استیا
پراتوچیو استیا (به ایتالیایی: Pratovecchio Stia) یک منطقهٔ مسکونی در ایتالیا است که در استان آرتزو واقع شده‌است. پراتوچیو استیا ۱۳۸٫۲۴ کیلومتر مربع مساحت و ۵٬۹۱۸ نفر جمعیت دارد و ۴۴۱ متر بالاتر از سطح دریا واقع شده‌است.